# Василије Смајевић
Василије Васа Смајевић (Мркоње, код Медвеђе, 1. јануар 1913 — Нишка Бања, код Ниша, 8. август 1973) био је учесник Народноослободилачке борбе, генерал-мајор ЈНА и друштвено-политички радник Социјалистичке Републике Србије.

## Биографија
Рођен је 1. јануара 1913. године у селу Мркоње, код Медвеђе.
Апсолвирао је на Правном факултету у Београду, 1939. године. Током студија је припадао револуционарном студентском покрету и 1935. године је постао члан Комунистичке партије Југославије (КПЈ).
Био је члан Повереништва КПЈ за југоисточну Србију и организациони секретар Окружног комитета КПЈ за Лесковац.
Учесник је Народноослободилачког рата (НОР) од 1941. године. Био је један од организатора устанка на југу Србије. Био је најпре политички комесар Топличког партизанског одреда, а потом члан Штаба Јастребачког, Лесковачког и Јабланичког партизанског одреда. Од 1944. био је политички комесар 22. српске дивизије, а потом 13. српског корпуса.
Крај рата је дочекао на положају члана Главног штаба НОВ и ПО Србије.
После ослобођења је завршио Вишу војну академију ЈНА и у Југословенској народној армији (ЈНА) се налазио на дужностима помоћника команданта армије, начелника Штаба Војног подручја, потпредседника Савезне планске комисије. Био је и главни уредник редакције Енциклопедије Југославије за СР Србију.
Демобилисан је 1953. године у чину генерал-мајора ЈНА.
Обављао је разне друштвено-политичке дужности у Социјалистичкој Републици Србији. Био је руководилац Комисије за међунационалне односе Социјалистичког савеза радног народа Србије. Биран је за члана Централног комитета Савеза комуниста Србије и Главног одбора ССРН Србије. Био је члан Савезног одбора СУБНОР-а Југославије и његов потпредседник.
У више сазива је био биран за народног посланика Републичке и Савезне скупштине.
Умро је 8. августа 1973. године у Нишкој Бањи, код Ниша. Сахрањен је у Алеји заслужних грађана на Новом гробљу у Београду.
Носилац је Партизанске споменице 1941. и других југословенских одликовања, међу којима су — Орден ратне заставе, Орден партизанске звезде првог реда, Орден за храброст и др.